# Eucalyptus rariflora
Eucalyptus rariflora là một loài thực vật có hoa trong Họ Đào kim nương. Loài này được F.M.Bailey mô tả khoa học đầu tiên năm 1914.